# Rocky Mountain Bicycles
Rocky Mountain Bicycles ist ein kanadischer Fahrradhersteller. Das Unternehmen gehört zur Procycle Group, die neben Fahrrädern auch Fahrradzubehör herstellt.

## Geschichte
Nachdem seit dem Jahr 1978 im Keller eines Bikeshops in Vancouver zwei Männer Nishiki-Rennräder mit breiten Reifen, geraden Lenkern und 5-Gang-Nabenschaltungen ausstatteten, um sie für das schwierige Gelände der kanadischen Westküste tauglich zu machen, wurde 1981 die Firma Rocky Mountain Bicycles Ltd. offiziell gegründet; ihr Präsident war Grayson Bain.
1982 lancierte die Firma ihr erstes eigenes Mountainbike, das „Sherpa“, dessen Rahmen vom Rahmenbauexperten Tom Ritchey stammte.
Nach der Erweiterung des Vertriebs 1984 über Vancouver hinaus lieferte Rocky Mountain seit 1989 an Kunden in der ganzen Welt.
Seit 1997 ist Rocky Mountain Teil der Procycle-Gruppe, arbeitet jedoch weiterhin unabhängig.

## Produkte
Rocky Mountain ist bekannt für seine Mountainbikes und produziert eine breite Palette von Modellen für die unterschiedlichsten Fahrstile und Disziplinen.
Seit 2011 bietet das Unternehmen mehr als 30 verschiedene Modelle.

## Innovationen
Rocky Mountain erfand Technologien wie das Ride-9 System & die RTC Geometrie (Race Tuned Concept).

## Sponsoring
In Deutschland sponsored Rocky Mountain das „Maloja - Rocky Mountain Team“.